# Николаев, Павел Алексеевич (историк)
Павел Алексеевич Николаев (24 июня 1920 — ?) — доктор исторических наук, профессор. Участник Великой Отечественной войны.

## Биография
Павел Алексеевич Николаев родился в 1920 в семье парикмахеров. Когда началась Великая Отечественная война, вступил в Народное ополчение. Был участником в боях на Ленинградском фронте в составе диверсионного отряда. В 1943 году был тяжело ранен. но по личной просьбе был вновь призван в армию. После окончания войны был направлен на службу в Берлин.
В 1949 году заочно окончил Ленинградский государственный университет по кафедре истории международных отношений. В 1950 году вернулся в Ленинград. С 1950 по 1951 год работал старшим цензором по иностранной литературе в Леноблгорлите. В 1952 году защитил кандидатскую диссертацию и стал младшим научным сотрудником Ленинградского отделения Института истории АН СССР (ЛОИИ). В 1953 году был направлен в Берлин в командировку. В 1962 году защитил докторскую диссертацию. В 1968 году начинает преподавать в Ленинградском институте водного транспорта. В институте работал более тридцати лет, но в 1999 году уволился в связи с ухудшением здоровья.

## Основные работы
- Милитаризация западногерманской исторической науки // Вопросы истории. 1955. № 6.;
- О судьбе германских архивов // Вопросы истории. 1956. № 4.;
- Заплатки на истории (о попытках реабилитации германского милитаризма) // Звезда. 1957. № 12.;
- От Потсдама до Парижа // Там же. 1958. № 12.;
- Отклики на Парижскую экономическую конференцию «Из истории империализма в России» // Труды ЛОИИ АН СССР. Вып. I. М.; Л. 1959. С. 389—413.;
- Время работает на нас // Звезда. 1959. № 1.;
- Решения Парижской экономической конференции (1916 г.) и обострение противоречий между великими державами // Zeitschrift für Geschichtswissenschaft. Берлин, 1960. № 7.;
- Вопросы истории германского милитаризма в буржуазной историографии // Критика новейшей буржуазной историографии. (Труды ЛОИИ). Вып. 3. М.; Л.,1961. С. 259—290.;
- Ищут правые социалисты новые пути? // Deutsche Aussenpolitik. 1961. № 7.;
- Верноподданные // Звезда. I961. № 1.;
- Чудовище Франкенштейн // Звезда. 1961. № 12.;
- Попытки реабилитации германского милитаризма в современной буржуазной историографии // Zeitschrift für Geschichtswissenschaft. 1962. № 1.;
- «Западноевропейская интеграция» — узел межимпериалистических противоречий. М., 1962. 19 с.;
- Ленинградский народный университет лектора (опыт работы). М., 1964. 56 с. (В помощь лектору).;
- Политика США, Англии и Франции в германском вопросе. 1945—1954. М., 1964. 390 с.;
- Политика Советского Союза в германском вопросе 1945—1964. М., 1966. 399 с.;
- Немцы и мы // Звезда. 1968. № 5.;
- Идеологические диверсии советологов // Звезда. 1977. № 6.;
- Безоговорочная капитуляция гитлеровской Германии. Гл. 12 // История Второй мировой войны. М., 1979. Т. 10.;
- Зловещий альянс: советология на службе психологической войны. Л., 1980. 181 с.;
- Ленинское учение о партии и критика его буржуазными фальсификаторами // Наступательность в борьбе с буржуазной идеологией и пропагандой. Л., 1987.

## Награды
- Орден «Красной звезды»;
- Медаль «За оборону Ленинграда»;
- Медаль «За победу над Германией в Великой Отечественной войне 1941—1945 гг.».